# Афабет
Аф-Абед (тигр. ኣፍዓበት, англ. Afabet) — місто на півночі Еритреї і центр однойменного району.
Місто стало місцем великого бою (битва під Афабетом) в ході війни Еритреї за незалежність і досі оточене окопами, але, в основному, було відбудоване.
| Прапор Еритреї | Це незавершена стаття про Еритрею. Ви можете допомогти проєкту, виправивши або дописавши її. |